# 碘化銫
碘化銫（化學式：CsI）是一種無機離子化合物，通常作為X射線影像倍增管等螢光顯示設備之輸入熒光劑。碘化銫陰極管對於強紫外線波段有很高的偵測效率。
碘化銫晶體常用於粒子物理學實驗中電磁量能器的閃爍體材料。純碘化銫是一種快速，高密度的閃爍體材料，具有相對較高的發光量。發出的光線有兩個主要成分：位在近紫外線區的波長310 nm和460 nm 兩個波段。碘化銫的缺點是高溫度影響梯度和輕微吸濕性。
碘化銫可用於傅立葉變換光譜（FT-IR）的光譜儀作為分光鏡。碘化銫相對於更常用的溴化鉀分光鏡，有更廣泛的透光範圍，使用波段可以延伸到遠紅外線。但是有一個問題，光學的碘化銫晶體的都非常柔軟，無解理，因此很難製作出一個平坦的拋光面。此外，碘化銫光學晶體必須存放在乾燥容器中，以防止水與碘化銫反應。在碘化銫的表面鍍上一層鍺，可以盡量減少在交換分光器時，接觸到空氣中溼氣的影響。

## 光學特性
- 範圍: 250 nm to 55 µm
- 折射率: 1.739 at 10.6 µm
- 反射損耗（英语：Return loss）: 13.6% at 10.6 µm (2 surfaces)

## 物理特性
- 諾氏硬度（英语：Knoop hardness test）：137.9千帕(20 lbf/in2)
- 楊氏模量：5.3 GPa(769 lbf/in2)
- 斷裂模數（英语：Flexural strength）：5.6 GPa(810 lbf/in2)
- 表觀彈性極限：5.6 GPa(810 lbf/in2)
- 晶體結構：立方，無解理
- 顏色：無色

## 化學特性
碘化銫與碘化与和过量的I2作用时，可生成CsAtI2。因此，AtI在溶液中能够由CsI3共沉淀下来。如果把共沉淀物滤出，并在空气中加热，最先挥发出来，随后碘蒸出，碘化銫会残留下来。